# たしかなうた
「たしかなうた」は、ねごとの楽曲。同グループ6枚目のシングルとして2013年1月23日にKi/oon Musicから発売された。

## 解説
- 「negoto3 project」と題されたねごとの4ヶ月連続リリース企画の第三弾シングル。
- この企画ではT盤と呼ばれる本作の他に、N盤の「nameless」、G盤の「greatwall」2枚のシングルおよび2ndアルバムがリリースされた。
- 期間限定生産盤にはシングルにあわせて、表題曲となっている「たしかなうた」のミュージックビデオを収録したDVDがついているほか、メンバーオリジナルデザインのメッセージプリントが全4種中1種封入されている。

## 収録曲

### 期間限定盤
| 全作詞・作曲: ねごと。 |                                                                                         |           |            |        |      |
| #                      | タイトル                                                                                | 作詞      | 作曲・編曲 | 編曲   | 時間 |
| 1.                     | 「たしかなうた」(フジテレビ系「ウチくる!?」2012年12月度・2013年1月度エンディングテーマ) | ねごと    | ねごと     | 江口亮 | 5:13 |
| 2.                     | 「B.B.B」                                                                               | ねごと    | ねごと     |        | 4:29 |
| 合計時間:              | 合計時間:                                                                               | 合計時間: | 9:42       |        |      |

### 通常盤
| 全作詞・作曲: ねごと。 |                                                                                         |           |            |        |      |
| #                      | タイトル                                                                                | 作詞      | 作曲・編曲 | 編曲   | 時間 |
| 1.                     | 「たしかなうた」(フジテレビ系「ウチくる!?」2012年12月度・2013年1月度エンディングテーマ) | ねごと    | ねごと     | 江口亮 | 5:13 |
| 2.                     | 「B.B.B」                                                                               | ねごと    | ねごと     |        | 4:34 |
| 3.                     | 「街（2012.12.16 at TOKYO DOME CITY HALL LIVE mix）」                                   | ねごと    | ねごと     |        | 5:22 |
| 合計時間:              | 合計時間:                                                                               | 合計時間: | 15:10      |        |      |

## 収録アルバム
| 曲名         | 収録アルバム | 発売日       | 備考                  |
| ------------ | ------------ | ------------ | --------------------- |
| たしかなうた | 『5』        | 2013年2月6日 | 2ndオリジナルアルバム |